# George Taylor (1716–1781)
George Taylor (ur. 1716 w Irlandii, zm. 23 lutego 1781 w Easton (Pensylwania) – amerykański delegat Kongresu Kontynentalnego ze stanu Pensylwania, sygnatariusz Deklaracji Niepodległości Stanów Zjednoczonych.

## Życiorys
George Taylor, urodził się w Irlandii; realizował studia akademickie; wyemigrował do Stanów Zjednoczonych w 1736 r. i osiedlił się w Warwick Furnace, później w Coventry Forge (Hrabstwo Chester), w stanie Pensylwania, zajął się produkcją żeliwa; w 1755 r. przeniósł się do Durham, w stanie Pensylwania; sędzia pokoju w latach 1757, 1761, 1763; w 1763 r. przeniósł się do Easton, w stanie Pensylwania; sędzia pokoju w Hrabstwie Northampton w latach 1764 - 1772, mianowany sędzią sądu okręgowego w 1770 r.; pułkownik milicji w 1775 r. w Pensylwanii; wrócił do Durham w 1775 r., członek Kongresu Kontynentalnego w 1776 r.; zmarł Easton, w stanie Pensylwania.